# Valkenburg

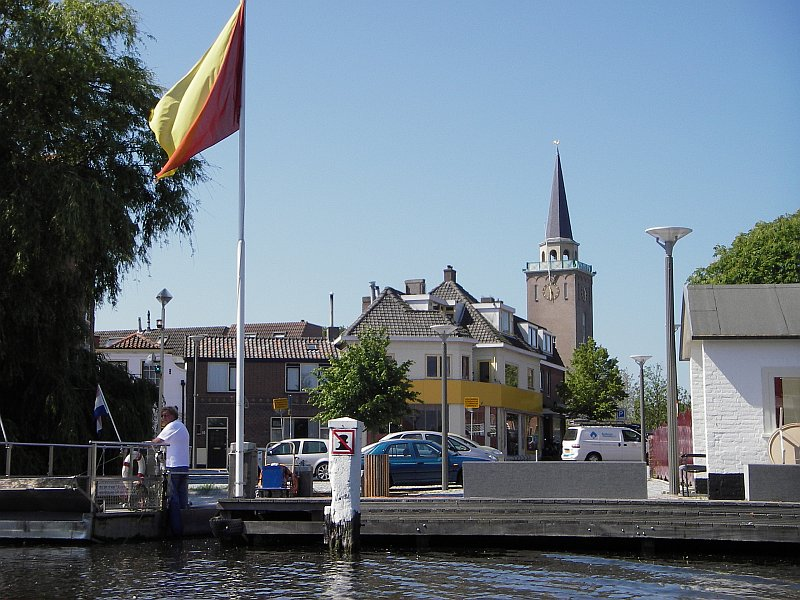

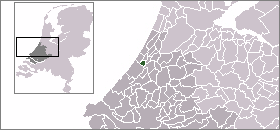
Valkenburgs läge

Valkenburg är en historisk kommun i provinsen Zuid-Holland i Nederländerna. Kommunens totala area är 5,74 km² (där 0,69 km² är vatten) och invånarantalet är på 3 813 invånare (2004).